# انجمن مرکزی ناوبری در راین
انجمن مرکزی ناوبری در راین (به فرانسوی: Commission Centrale pour la Navigation du Rhin) یک سازمان بین‌المللی است که هدفش تضمین امنیت ناوبری در راین (رود) است. این قدیمی‌ترین سازمان بین‌المللی موجود در جهان است.

## دبیرخانه
دبیرخانه این انجمن در استراسبورگ فرانسه قرار دارد و دارای ۱۸ کارمند است که سالانه ۵۰ جلسه را مدیریت می‌کند و امنیت عمومی ناوبری را در راین تأمین و به عنوان صندوق ریاست عمومی ناوبری راین عمل می‌کند.

## تاریخچه
به لحاظ قانونی اختیارات این انجمن در کنگره وین و در سال ۱۸۱۵ میلادی پس از جنگ‌های ناپلئونی مورد بررسی قرار گرفت. نخستین جلسه این انجمن در ۱۵ اوت ۱۸۱۶ در ماینتس انجام شد. در سال ۱۸۳۱ کنوانسیون ماینتس تصویب شد و تعدادی از قوانین اولیه را برای ناوبری در راین به تصویب رساند. در سال ۱۸۶۱ صندوق انجمن به مانهایم منتقل شد و در ۱۷ اکتبر ۱۸۶۸ کنوانسیون مانهایم به توافق رسید.

این توافق هنوز هم اصول ناوبری راین را کنترل می‌کند. کشورهای عضو در حال حاضر آلمان، بلژیک، فرانسه، هلند و سوئیس هستند.

کنوانسیون تجدید نظر شده فعلی این است که در تاریخ ۲۰ نوامبر ۱۹۶۳ توسط پنج عضو انجمن و انگلیس در استراسبورگ به امضا رسید و در تاریخ ۱۴ آوریل ۱۹۶۷ به اجرا گذاشته شد.

کمی پس از پایان جنگ جهانی اول، در سال ۱۹۲۰، ستاد انجمن به عنوان بخشی از پیمان ورسای به استراسبورگ منتقل شد.

در سال ۲۰۰۳ میلادی کمیسیون اروپا درخواست اجازه شورای اتحادیه اروپا برای الحاق اتحادیه اروپا به مقررات
انجمن مرکزی ناوبری در راین را کرد.

## نگارخانه

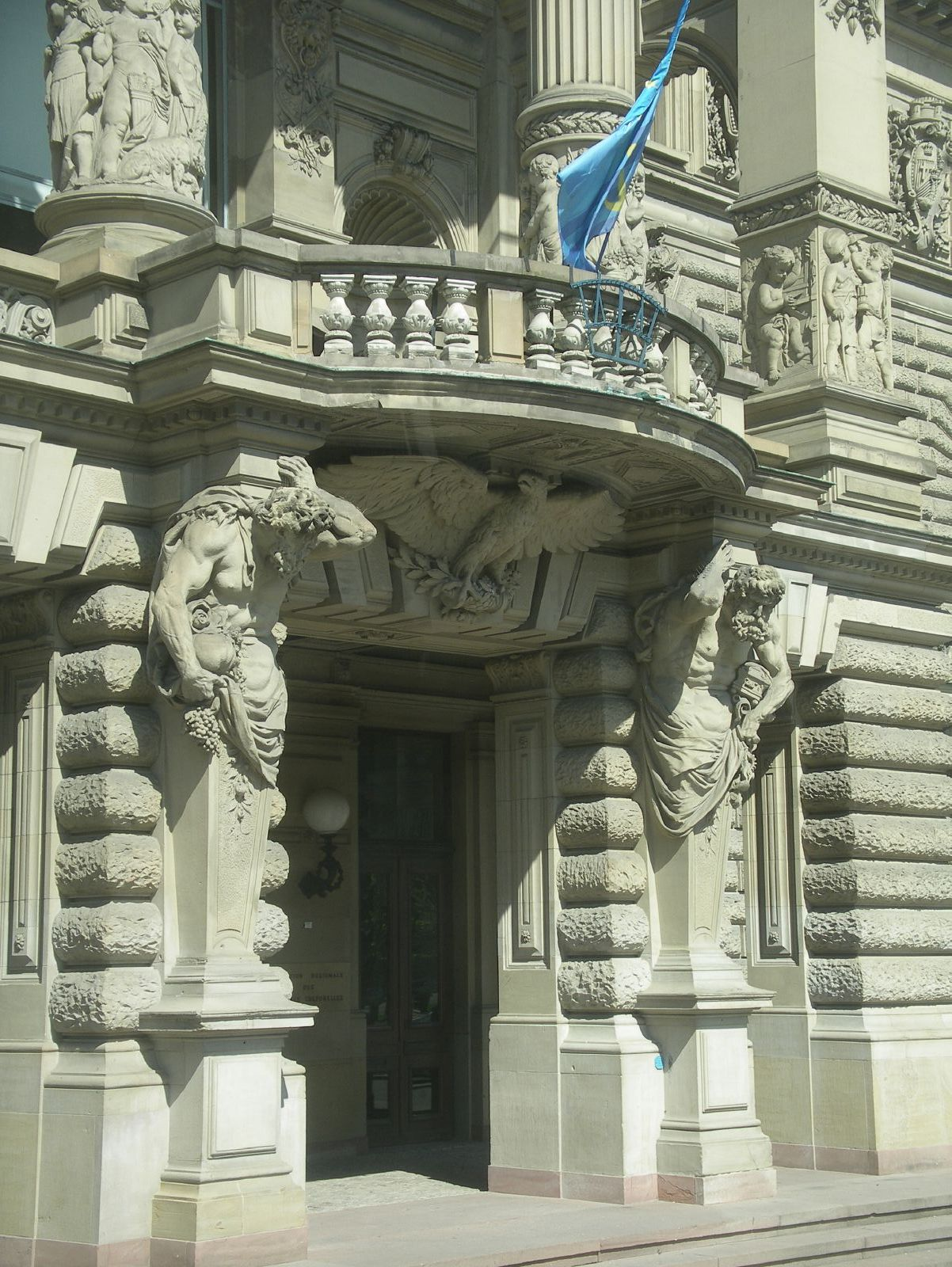
ورودی دبیرخانه با پرچم
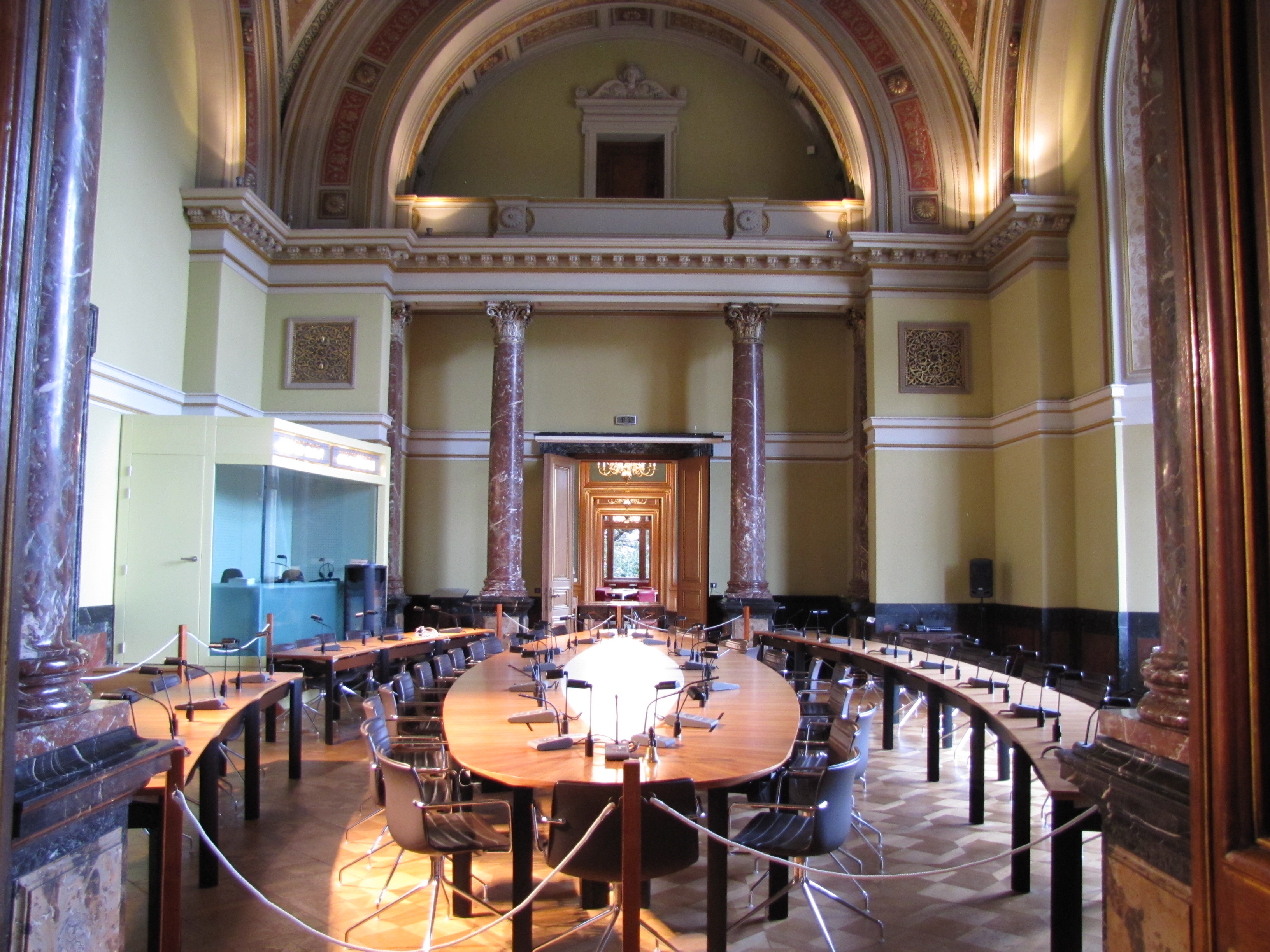
اتاق اصلی انجمن